# Giovanni Corrieri
Giovanni Corrieri (Messina, 1920. február 7. – Prato, 2017. január 22.) olasz kerékpárversenyző.

## Pályafutása
1946 és 1955 között tíz alkalommal indult a Giro d’Italia versenyen, ahol összesen hét szakaszgyőzelmet ért el. Legjobb helyezése az 1947-ben elért 11. hely volt. A versenyt három alkalommal feladta.
1947 és 1953 között hat alkalommal rajtolt a Tour de France-n, ahol három szakaszgyőzelmet ért el. Legjobb eredményét 1948-ban érte el, amikor összesítésben a 29. helyen végzett. A versenyt két alkalommal feladta.

## Sikerei, díjai
- Giro d’Italia – szakaszgyőzelmek (7)
  - 1947 (12., Pescara – Cesenatico)
  - 1949 (10., Udine – Bassano del Grappa és 19., Torino – Monza)
  - 1951 (9., Nápoly – Foggia)
  - 1953 (7A., Róma – Grosseto)
  - 1954 (9., Chianciano Terme – Firenze)
  - 1955 (7., Genova – Viareggio)
- Tour de France – szakaszgyőzelmek (3)
  - 1948 (18., Strasbourg – Metz és 21., Roubaix – Párizs)
  - 1950 (5., Rouen – Dinard)
- Giro della Provincia Di Reggio Calabria
  - győztes: 1945
- Sassari – Cagliari
  - győztes: 1952